# Joscelin II.
Joscelin II. von Edessa (* 1113; † 1159 in Aleppo) war ab 1131 der letzte regierende Graf von Edessa.
Er wurde in der Schlacht von Azaz 1125 von den Muslimen gefangen genommen, und von Balduin II., König von Jerusalem wieder freigekauft. 1131 war sein Vater, Joscelin I. in einer Schlacht gegen die Danischmenden schwer verletzt worden, woraufhin er ihm die Grafschaft übergab. Als Joscelin II. sich weigerte, mit der kleinen Armee Edessas gegen die Danischmenden zu marschieren, zwang Joscelin I. diese selbst zum Rückzug, starb aber wenig später.
Joscelin II. regierte den schwächsten und isoliertesten der Kreuzfahrerstaaten. 1138 verbündete er sich mit dem Fürstentum Antiochia und dem byzantinischen Kaiser Johannes II. Komnenos, um Zengi, den Atabeg von Aleppo anzugreifen, erlitt aber eine Niederlage. Zurück in Antiochia schürte er einen Aufruhr gegen das Byzantinische Reich, weil Johannes II. versuchte, sein Gebiet auf Kosten der Kreuzfahrer zu erweitern: Johannes war gezwungen, sich zurückzuziehen.
1143 starben sowohl König Fulko von Jerusalem als auch Johannes II., so dass Joscelin II. ohne kraftvolle Alliierte bei der Verteidigung Edessas blieb. Als Joscelin II. den strategischen Fehler beging und nach einem Hilferuf eines artuquidischen Herrschers im Herbst 1144 mit einem großen Heer Edessa verließ, belagerte Zengi die schutzlose Stadt und eroberte sie am 24. Dezember 1144. Es kam zu einem grausamen Massaker an der Zivilbevölkerung Edessas durch die Truppen Zengis. Joscelin floh nach Turbessel, von wo aus er die westlich des Euphrats liegenden Reste der Grafschaft verteidigte. Als Zengi 1146 starb, versuchte Joscelin die Rückeroberung Edessas, wurde aber von Zengis Sohn Nur ad-Din zurückgeschlagen. Der Zweite Kreuzzug, der als Antwort auf den Fall Edessas begonnen wurde, war auch nicht in der Lage, die Muslime zu schlagen. 1150 wurde Joscelin auf einer Reise nach Antiochia von seiner Begleitung getrennt und fiel in die Hände turkmenischer Muslime. Zengis Sohn und Nachfolger Nur ad-Din ließ Joscelin gefangen nehmen, blenden und in ein Verlies der Zitadelle von Aleppo werfen, wo der Graf nach neun Jahren starb.
Joscelin II. heiratete um 1132 Beatrix, die Witwe des Wilhelm von Sahyun. Seine Tochter Agnes von Courtenay heiratete König Amalrich I. von Jerusalem. Sein Sohn Joscelin III. war nur noch Titulargraf von Edessa.